# Имери-Грамвуса
И́мери-Грамву́са (Грамву́са, греч. Ήμερη Γραμβούσα) — необитаемый остров в Греции, в Эгейском море у западного побережья полуострова Грамвуса на северо-западе Крита. Относится к сообществу Грамвуса в общине (диме) Кисамос в периферийной единице Ханья в периферии Крит. На острове сохранилась венецианская крепость, а также руины зданий, построенных здесь критскими повстанцами и пиратами, попеременно контролировавшими остров в годы Освободительной войны Греции 1821—1830 годов. Ныне остров — популярная достопримечательность западного Крита.

## История

### Турецко-венецианские войны
Крепость на острове Имери-Грамвуса была построена в 1579 году, во время венецианского правления Критом, для защиты от Османской империи. Крепость оставалась в венецианских руках на всем протяжении Критской войны (1645—1669), которая завершилась передачей Крита туркам 16 сентября 1669 года. Грамвуса, крепость Суда и остров-крепость Спиналонга остались в руках венецианцев. Эти три крепости защищали торговые пути Венеции, а также являлись стратегическими базами на случай новой войны с турками.
6 декабря 1691 года, во время войны на полуострове Пелопоннес, неаполитанец де ла Джокка (de la Giocca), находившийся на службе у Венеции, предал венецианцев и сдал Грамвусу туркам за большие деньги. В годы османской оккупации критские повстанцы неоднократно захватывали эту крепость.

### Греческая революция

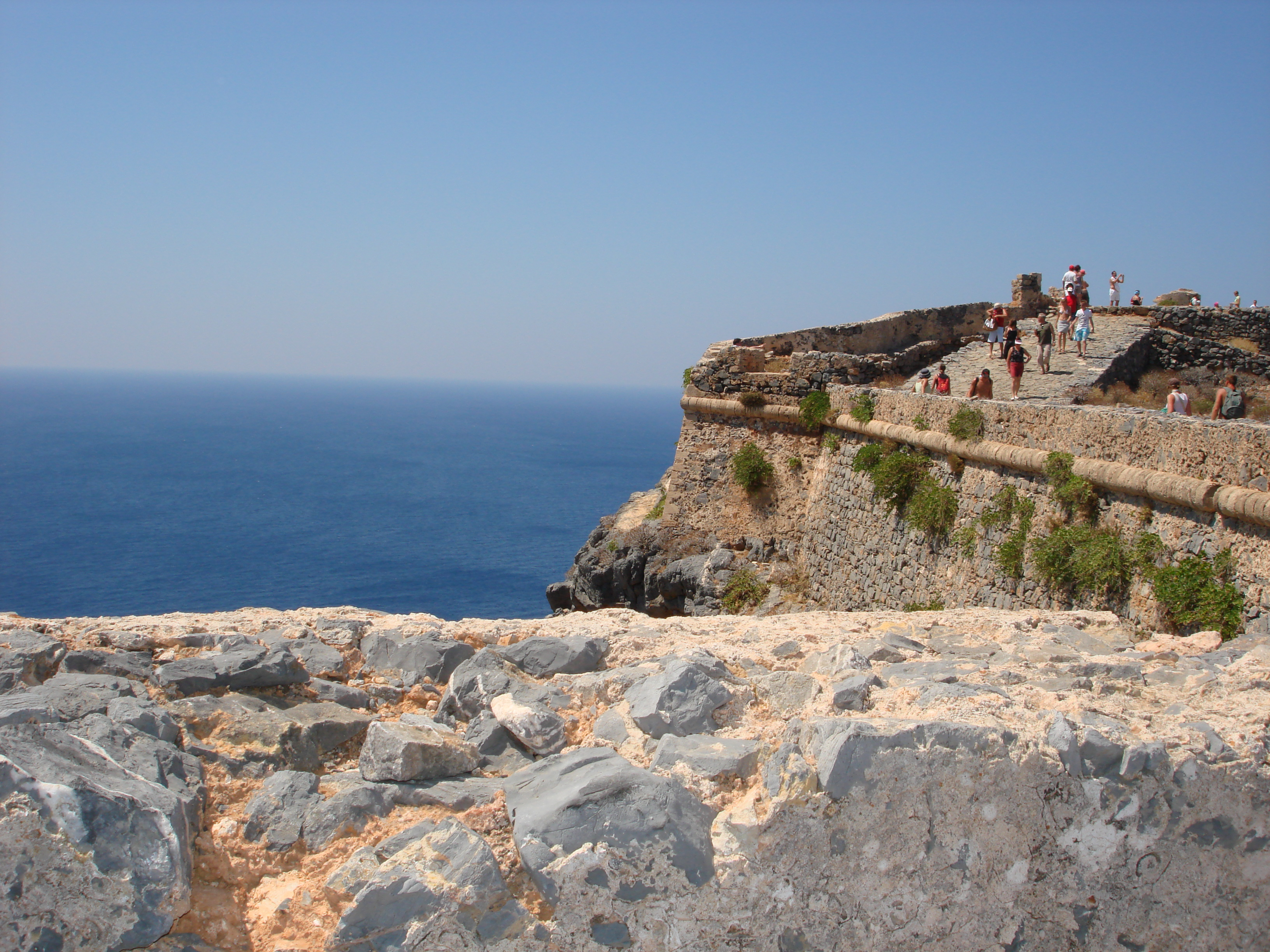
Стены крепости на острове Имери-Грамвуса

В самом начале революции 1821 года крепость попала в руки повстанцев, однако вскоре турки отвоевали её. Новая попытка взять крепость, предпринятая временным правителем острова Эммануилом Томбазисом в 1823 году, не увенчалась успехом.
Летом 1825 года отряд критян в 300 бойцов вернулся с полуострова Пелопоннес. 9 августа повстанцы взяли крепость Грамвуса, которая стала их базой на протяжении так называемого «периода Грамвусы». Турки не смогли вернуть контроль над Грамвусой, однако восстание на западе Крита было подавлено.
Грамвуса постепенно стала центром пиратской активности, направленной как против турецких и египетских кораблей, так и против европейской навигации в регионе. В течение этого периода население острова выросло. Здесь даже была построена школа и церковь, получившая имя Богородица Воровка (игра с греческим словом клефт, имеющим значение вор и повстанец).
В 1828 году по настоянию европейских держав только что прибывший в Грецию правитель Иоанн Каподистрия в первую очередь взялся за искоренение пиратства. К Грамвусе была отправлена англо-французская эскадра с правительственными войсками под командованием Александра Маврокордатоса. Все пиратские суда были потоплены или захвачены.
Остров перешёл под правительственный контроль до 1831 года, когда был возвращён туркам, поскольку по завершении войны Крит остался под властью султана. Во время Критского восстания 1878 года повстанцы не смогли взять крепость из-за отсутствия артиллерии.